# Jamaikanische Badmintonmeisterschaft 1964
Die Jamaikanische Badmintonmeisterschaft 1964 fand in Kingston statt. Es war die 17. Austragung der nationalen Titelkämpfe im Badminton von Jamaika.

## Titelträger
| Disziplin    | Sieger                                |
| ------------ | ------------------------------------- |
| Herreneinzel | Richard Roberts                       |
| Dameneinzel  | Barbara Tai Tenn Quee                 |
| Herrendoppel | Anthony Garcia Richard Roberts        |
| Damendoppel  | Barbara Tai Tenn Quee Sheila Phillips |
| Mixed        | Keith Palmer Anna Bradley             |